# Зингер, Павел Рихардович
Павел Рихардович Зингер (нем. Pavel Singer; род. 29 сентября 1962, Пятигорск) — австрийский композитор, пианист и аранжировщик, по происхождению российский немец.

## Биография[1]
Павел Зингер (имя при рождении Пауль) родился в России, в Пятигорске, в русско-немецкой семье. Отец, Зингер Рихард Готлибович (1919—2007), профессиональный музыкант, мать, Зингер Алевтина Иннокентьевна (в девичестве Дмитревская) (1927—2009), лингвист. Дед по материнской линии, Иннокентий Петрович Дмитревский (фон Дитрих) (1866—1943), был известным российским учёным, награждённым Николаем II в 1915 году Орденом Святого Станислава 3-й степени.
Дочь Ольга Зингер тоже музыкант, закончила МГК имени П. И. Чайковского по классу скрипки, работает артисткой симфонического оркестра в Москве.
В 1987 году окончил Московскую Государственную Консерваторию имени П. И. Чайковского, в 1992 аспирантуру по специальностям композитор (класс Тихона Хренникова, класс инструментовки Николая Ракова) и концертный пианист (класс Рудольфа Керера, профессора М. С. Петухова).
В 1988—1990 работал как пианист, клавесинист Камерного оркестра «Амадеус», Москва. В 1990—1992 работал аранжировщиком в ансамбле «Слава России» при ГЦКЗ «Россия».
В 1990 году — участие в «Международной мастерской композиторов» в Амстердаме, мастеркласс у профессора Тона де Лео, профессора Тео Ловенди, профессора Димитра Христова.
В 1992—1993 годах стажировался в венской Высшей школе музыки (сейчас Университет музыки и изобразительных искусств в Вене Архивная копия от 23 декабря 2017 на Wayback Machine в классе композиции профессора Эриха Урбаннера. 
С 1993 года работает в Вене. Композитор, аранжировщик, пианист городского театра в Бадене (Нижняя Австрия).
В период с 2000 по 2010 год после серьёзной травмы правой руки (разрыв связки) был вынужден на десять лет прекратить выступления в качестве пианиста, работая только в качестве композитора и аранжировщика. В настоящее время вновь ведёт активную композиторскую и концертную деятельность.
Совершал многочисленные турне как солист, а также в составе камерных ансамблей: Бразилия, Германия, США, Япония, Швеция, Голландия, Италия, Китай, Швейцария, Сингапур, Польша, Венгрия, Румыния и др. 

## Награды и звания
Лауреат Всесоюзного Конкурса 1987 г.
Лауреат Культурной Премии Земли Нижняя Австрия 1996 г.
Лауреат Культурной Премии города Баден 2006 г. 
Почётная медаль Города Бадена (Австрия) «Император Фридрих III» 2012 г.
Медаль — Юбилейный Знак Российского Лермонтовского Комитета «100 лет Пятигорского Государственного Музея-Заповедника М. Ю. Лермонтова», Пятигорск (Россия) 2013
Участие в различных международных фестивалях:
XIII—XVI фестивали Шопена в Гаминге/Австрия; Фестиваль «Каринтия Классика» в Клагенфурте (Австрия); Международный музыкальный Фестиваль «Возрождение Белорусской Капеллы» в Минске (Белоруссия); Международный музыкальный фестиваль «Времена года» в Москве и др. 

## Записи
Камерная музыка Эдиссона Денисова («Мелодия») партия клавесина-соло
2 компакт-диска совместно с О.Милякович («Sony», Япония), партия фортепиано
«Ноктюрн», для скрипки и фортепиано («Gramola», Австрия)
«Концертный вальс» («Газпром», Россия)
Записи для британского, российского, австрийского телевидения, радио: «Орфей» Москва, «Штефансдом» Вена, «Шведское радио» и др.
Музыку Павла Зингера в различное время исполняли:
Академический симфонический оркестр Московской филармонии, Симфонический оркестр Венской Народной Оперы, Московский Государственный оркестр «Времена Года», Симфонический оркестр филармонии имени Дину Липати города Сату Маре (Румыния), Симфонический оркестр Ярославской филармонии, Академический симфонический оркестр Минской филармонии, Академический симфонический оркестр Кисловодской филармонии, Академический симфонический оркестр Иркутской филармонии, солистки Венской оперы О. Милякович, У. Штайнски; лауреаты международных конкурсов Елена Денисова, Р. Замуруев, А. Корниенко, А. Холоденко, А.Гетц и др. 

## Основные сочинения[3]
Симфоническая музыка
- Концерт для скрипки с оркестром (1987)
- Кантата «Литания» для меццо-сопрано и большого симфонического оркестра на стихи Р. М. Рильке, Ш.Георге, Л.Сернуда (1992)
- Прелюдия каденция и ламенто для флейты клавесина и струнных (1995)
- Кончерто гроссо для скрипки, фортепиано и струнных (1998—2002)
- «Евро-волны» для большого симфонического оркестра (2007)
- «Интродукция и вальс» для большого симфонического оркестра (2007)
- «Диалог» (Приветствие Штраусу) для скрипки, клавесина и струнных (2009)
- Симфоническая сюита из оперы «Красивая Василиса» (2011) и др.

Камерная музыка
- Секстет для кларнета, челесты и струнного квартета (1982)
- Квинтет для флейты, гобоя, кларнета, валторны и фагота (2014)
- Два струнных квартета (1980, 1981)
- Фортепианное трио (2015)
- Три фантастические пьесы для фортепианного трио (2017)
- Соната для альта и фортепиано (1984)
- «Отрешение» для флейты и гитары (2001)
- «Ноктюрн» для скрипки и фортепиано (2005)
- 3 мюзикл-ноктюрна для сопрано-саксофона и фортепиано (2009)
- «Отрешённость и Литания» для голоса с фортепиано (1983)
- 3 фортепианные сонаты (I. «Памяти Прокофьева» 1980, II. 1981, III. «Лунная» 2005)
- «4 нереальности для фортепиано» (2005)
- 4 концертные пьесы для фортепиано из оперы «Красивая Василиса» (2011)
- «Ночь» для скрипки соло «Памяти Александра Меня» (1990)
- Романсы на стихи М.Лермонтова, А.Блока, Й.Кайнара и др.

Сценическая музыка
- Опера «Красивая Василиса» (2010)
- 15 мюзиклов, среди которых:
- «Госпожа Метелица» (1998), «Румпельштильцхен» (2001), «Храбрый портняжка» (2002), «Спящая принцесса» (2003), «Рапунцель» (2004) (все по мотивам народных немецких сказок)
- «Маленький Мук» (по Э.Т.А. Гофману) (2006)
- «Новое платье короля» (по Г. К. Андерсену) (2007)
- «Пиноккио» (по К. Коллоди) (2008)
- «Золушка» (по Ш. Перро) (2013)
- «Вокруг света за 80 дней» (по Ж. Верну) (2015)
- «Питер Пэн» (по Дж. М.Барри) (2016) и др.

Музыка к театральным постановкам
- «Расточитель» (по Фердинанду Раймунду)

Лёгкая музыка
- «Халло, Баден» — концертный вальс для симфо-джазового оркестра (1996)
- Мюзикл-увертюра для симфо-джазового оркестра (1999)
- «Е-прелюдия» для двух электро-гитар и симфо-джазового оркестра (2002)
- «Мюзикл-фантазия» для оркестра (2005) и др.
- «Ночная музыка 1» для фортепиано с оркестром (2006)
- «Ночная музыка 2» для фортепиано с оркестром (2006)
- «У озера» музыкальная картина для симфо-джазового оркестра (2014)
- Хофбург-фанфары и opening-шоу для симфо-джазового оркестра (2017)

Аранжировки и обработки
- «Бонни и Клайд», новая аранжировка для оркестра мюзикла Фрэнка Вильдхорна
- Музыкальная версия и оркестровка мюзикла «Ирма ла Дус» М. Моно
- Новая аранжировка для большого оркестра мюзикла «Ксанаду» (на музыку и тексты Ю.Лейна и Ю.Феррера)
- «3 Попурри» для трёх басов и симфонического оркестра
- «Итальянская киномузыка» — 25 обработок кино-хитов для оркестра
- «Пираты Карибского моря», фантазия на темы музыки Клауса Бадельта к фильму для большого симфонического оркестра
- «25 лучших песен Элвиса Пресли и Фрэнка Синатры» — шоу для солистов и симфо-джазового оркестра
- «25 жемчужин Голливудской и европейской киномузыки» — шоу для солистов и симфо-джазового оркестра
- «25 больших хитов австрийской популярной музыки» — шоу для солистов и симфо-джазового оркестра
- многочисленные обработки (более 100) для различных джаз-, симфоджаз-, салон-оркестров